# Pismo pape Ivana X. splitskom nadbiskupu Ivanu i dalmatinskom svećenstvu
Pismo pape Ivana X. splitskom nadbiskupu Ivanu i dalmatinskom svećenstvu pisana je poruka koju je 925. godine papa Ivan X. poslao salonitansko-splitskome nadbiskupu:659 te drugim dalmatinskim prelatima. Pismo je pisano u Rimu u vrijeme kad je Hrvatskim Kraljevstvom vladao kralj Tomislav, a namjera mu je bila da upozori na sve veće širenje naučavanja vjere i obavljanje službe božje na tada »barbarskomu« hrvatskom jeziku umjesto na latinskom koji je jedini u to doba bio dozvoljen.
Papa, nazivajući se u pismu »Ivan biskup, sluga slugu božjih«, nadbiskupa Ivana najprije oslovljava »našim bratom«, a zatim izražava čuđenje što ga nadbiskup nije posjetio u Rimu jer je već prošao niz godina otkako je postao papa. Naglasio je da se odanost i veza s rimskom crkvom zasniva na snazi vjere i na kamenu temeljcu poznatom po Kristovim riječima: »Ti si Petar-Stijena i na toj stijeni sagradit ću Crkvu svoju«.
Nakon prvoga dijela Ivan X. piše (u prvome licu množine, kako je u ono vrijeme bilo uobičajeno) da je saznao da se na području pod ingerencijom splitsko-salonitanskoga nadbiskupa širi drugi nauk, koji ne postoji u svetim knjigama, i da ga je jako ražalostilo što nadbiskup šuti i slaže se s tim drugim naukom. Papa podsjeća i upozorava da u svetim knjigama piše da je ispravno samo ono što se nalazi u njima, a svi oni koji budu naučavali nešto drugo neka budu prokleti.
U daljnjemu tijeku pisma papa opominje nadbiskupa i upućuje ga da se potrudi da, zajedno s drugim biskupima, odlučno ispravi nastale pogreške, odnosno da se u Hrvatskoj služba Božja obavlja onako kako je uobičajeno u Rimokatoličkoj Crkvi, tj. na latinskome jeziku. Zatim papa spominje Slavene i kaže da su oni »najodabraniji sinovi svete rimske crkve« te da »rado slijede naš nauk« i stoga »moraju ostati u nauku majke crkve«.
Ivan X. svoje pismo završava ponovnim opominjanjem nadbiskupa da se »zao korijen« u Hrvatskoj odstrani kako se ne bi širio, da se to treba postići stalnim propovijedanjem o tome što je ispravno te da će to svi podanici čuti.

## Poveznice
- Pismo pape Ivana X. kralju Tomislavu, zahumskom knezu Mihajlu, biskupima i puku
- Splitski crkveni sabori